# Annemarie Hübner
Cäcilie Margarete Annemarie Hübner (n. 25 decembrie 1908, Genthin, Regatul Prusiei, Imperiul German – d. 7 ianuarie 1996, Hamburg, Germania) a fost o lingvistă germană specializată în germanistică și neerlandistică.

## Biografie
Annemarie Hübner a fost fiica lui Hermann Carl August Hübner. Tatăl ei a fost profesor și director al Gimnaziului Reformat din Elmshorn, unde Annemarie Hübner și-a petrecut primii ani de viață. După absolvirea liceului din Elmshorn în anul 1928, a studiat limba și literatura germană, limba și literatura engleză, filosofia și psihologia la Universitatea din Hamburg. Ea s-a specializat în filologia germană de jos, care era predată de Conrad Borchling și Agathe Lasch. În perioada studiilor Hübner a lucrat la arhivele lexicale ale Seminarului de Germanistică. Teza ei de doctorat din 1938, elaborată sub îndrumarea profesorului Hans Teske, era intitulată „Studien zur Sprachform des frühen Hamburger Hochdeutsch“. Lucrarea, care avea legături metodologice cu studiile Agathei Laschs referitoare la istoria veche a limbii scrise din Berlin, nu a fost niciodată tipărită din cauza izbucnirii celui de-al Doilea Război Mondial. Până la începerea celui de-al Doilea Război Mondial, Hübner nu a întrerupt contactul cu profesoara Agathe Lasch, care a trebuit să părăsească Universitatea din Hamburg imediat după preluarea puterii de către naziști.
Începând din 1940, Hübner a lucrat, inițial fără plată, ca asistent științific la elaborarea dicționarului limbii germane medii. În plus, ea a predat la Seminarul de Germanistică în următorii ani, ținând mai multe cursuri de limbi germanice: gotică, saxonă veche, germană de sus mijlocie, germană de sus nouă și neerlandeză mijlocie. Din 1943 până în 1948 a lucrat provizoriu ca asistent la Seminar. După sfârșitul celui de-al Doilea război mondial, a demisionat din poziția sa, ca și alți oameni de știință, astfel încât pozițiile universitare să poată fi ocupate de colegii reveniți din război.
Hübner a predat acum limba neerlandeză și a participat din 1951 la elaborarea dicționarului limbii germane de jos mijlocii, sub conducerea lui Gerhard Cordes. În 1956 Hübner a obținut un post permanent de lector de limba neerlandeză și de limba afrikaans și a predat până la pensionare, în anul 1976, la Universitatea din Hamburg. Chiar și după pensionare, ea a continuat să predea până în ultimii ani de viață, adesea fără a fi plătită. În timpul carierei didactice la Universitatea din Hamburg, a înființat un seminar regulat de limba neerlandeză mijlocie și a abordat, de asemenea, în cursurile ei chestiuni de artă și de istorie literară. Din 1958 până în 1972 profesoara Hübner a fost membru al consiliului Societății Germano-Neerlandeze din Hamburg, care îi sprijinea pe studenți să studieze limba neerlandeză și să obțină burse de studiu în Țările de Jos.
În 1959 profesoara Hübner a fost însărcinată de Tribunalul Districtual din Lübeck să elaboreze un aviz comparativ cu privire la autenticitatea surselor traducerii în limba germană a Jurnalului Annei Frank. Institutul Neerlandez pentru Documentarea Războiului a confirmat ulterior evaluarea lui Hübner într-un studiu cuprinzător.

## Activitatea științifică
Annemarie Hübner și-a dedicat activitatea în principal elaborării dicționarului limbii germane de jos mijlocii, pentru care a redactat numeroase articole. Din 1956 până în 1974 a fost responsabilă pentru apariția a șapte ediții ale dicționarului. Cinci ediții conțin volumul III elaborat de Hübner, care începe cu litera „S”. În plus, Hübner a scris eseuri referitoare la istoria limbii germane de jos. Ea a elaborat manuale care au apărut în editura Langenscheidt și a tradus din limba neerlandeză cărți de beletristică și cărți pentru copii. Ulterior, Hübner s-a ocupat cu actualizarea lingvistică a unor surse importante despre istoria bisericilor din nordul Germaniei în perioada modernă timpurie.

## Onoruri
Annemarie Hübner a fost membru din străinătate al Academiei Regale Suedeze de Științe (din 1961) și al Academiei Regale Neerlandeze de Arte și Științe (din 1963). Ambele alegeri dovedesc un nivel înalt de recunoaștere a activității științifice a lui Hübner în afara Germaniei.